# Hansjörg Eiff
Hansjörg Eiff (* 21. März 1933 in Frankfurt am Main; † 10. September 2019 in Berlin) war ein deutscher Jurist und ehemaliger deutscher Botschafter.

## Leben
Eiff studierte Rechtswissenschaften in Tübingen, Bonn, Aix-en-Provence und Turin. Seit 1953 war er Mitglied der Studentenverbindung A.V. Igel Tübingen. 1959 promovierte er in Tübingen zum Dr. iur. 1961 absolvierte er das 2. juristische Staatsexamen und trat in den Auswärtigen Dienst ein. Von 1963 bis zu seiner Pensionierung im Jahr 1998 war Eiff unter anderem an den deutschen Auslandsvertretungen in Boston, Abidjan, Tel Aviv, Belgrad, Washington und in Wien tätig. Ebenso war er seinerzeit in verschiedenen Funktionen im Auswärtigen Amt in Bonn tätig.
In seiner Karriere war er zwischen 1973 und 1976 ständiger Vertreter des Botschafters in Belgrad, von 1988 bis 1992 war er deutscher Botschafter in Belgrad und damit der letzte deutsche Botschafter vor der Auflösung Jugoslawiens. Von 1994 und 1995 war er Leiter einer OSZE-Mission in Georgien und von 1995 und 1998 Leiter der deutschen Vertretung bei der OSZE in Wien. Nach dem Eintritt in den Ruhestand war Eiff im Jahr 1998 Leiter einer „Technical Assessment Mission“ in der Bundesrepublik Jugoslawien im Auftrag des OSZE-Vorsitzenden, und 1999 bis 2001 Senior Civilian Representative der NATO in Mazedonien. Er ist Träger des großen Verdienstkreuzes der Bundesrepublik Deutschland.
Eiff sprach mehrere Sprachen, darunter Serbokroatisch, war verheiratet und hatte vier erwachsene Kinder. Er lebte zuletzt in Berlin.